# Hyperlopha amicta
Hyperlopha amicta là một loài bướm đêm trong họ Noctuidae.